# Kościół Mariacki w Prenzlau
Kościół Mariacki (niem. Marienkirche) – protestancka świątynia znajdująca się w niemieckim mieście Prenzlau, w kraju związkowym Brandenburgia.
Leży na Europejskim Szlaku Gotyku Ceglanego.

## Historia
W latach 1235–1250 wzniesiono w tym miejscu kościół z ciosanego kamienia polnego, którego pozostałości są do dziś widoczne w przyziemiu zachodniej części obecnej budowli. W 1250 stał się głównym kościołem parafialnym miasta. Obecny gmach wzniesiono w latach 1289-1340 w dwóch etapach, a około 1350 dobudowano do niego dwie kaplice od południa pw. św. Małgorzaty i św. Krzysztofa. W 1400 wzniesiono południową, a w 1410 północną kruchtę. W 1546 ukończono budowę wieży północnej, a w 1776 obecny kształt nadano wieży południowej. W latach 1844–1847 wnętrze przebudowano w stylu neogotyckim. Świątynia spłonęła w kwietniu 1945 roku. W 1949 zabezpieczono grożący zawaleniem wschodni szczyt budynku, a w 1970 przystąpiono do odbudowy. W 1972 roku wzniesiono nową więźbę dachowa, do 1974 dach pokryto miedzianą blachą. W 1982 ukończono odbudowę wieży północnej, a dwa lata później południowej. W 1991 zakończono remont elewacji. W 1995 na wieży południowej zainstalowano zegar. 31 października 1997 ustawiono ołtarz główny, a 17 maja 2020 konsekrowano odbudowane sklepienie.

## Architektura
Jest to gotycki, ceglany, trójnawowy kościół halowy. Siedmioprzęsłowy korpus nawowy jest długi na 55 m i szeroki na 28 m, a sklepienia zawieszono na wysokości 22 m. Kalenica dachu znajduje się 43 metry nad ziemią. Posiada dwuwieżową fasadę, pierwotnie obie z wież miały wysokość 90 metrów, obecnie północna ma 68, a południowa 64 m. Wschodni, wysoki na 22 metry szczyt dekorowany jest licznymi maswerkami wykonanymi z czerwonej i czarnej glazurowanej cegły.

## Wyposażenie
W skład wyposażenia kościoła wchodzą:
- Ołtarz główny, wykonany w Lubece w 1512 i przebudowany w 1847. W 1944 figury z ołtarza zostały ukryte w wieży południowej, dzięki czemu uniknęły zniszczenia. W 1965 ustawiono je w kościele św. Mikołaja, a w 1997 zostały częścią nowego ołtarza głównego[6].
- Późnogotycka chrzcielnica, po II wojnie światowej przechowywana w kościele św. Mikołaja, w 2022 ponownie ustawiona w kościele Mariackim[7].

- Organy z 1906, wzniesione w Aarhus przez Emila Nielsena, pierwotnie znajdujące się w kościele w Øster Starup, w 2017 zainstalowane w Marienkirche[8].
- Dzwon Apostelglocke, znajdujący się wcześniej w katedrze św. Mikołaja w Greifswaldzie, w 2007 zawieszony na wieży południowej[9],
- Dwa dzwony z 2009[9].

Na 2026 rok planowana jest instalacja nowych organów z londyńskiego warsztatu William Hill & Son.

## Galeria

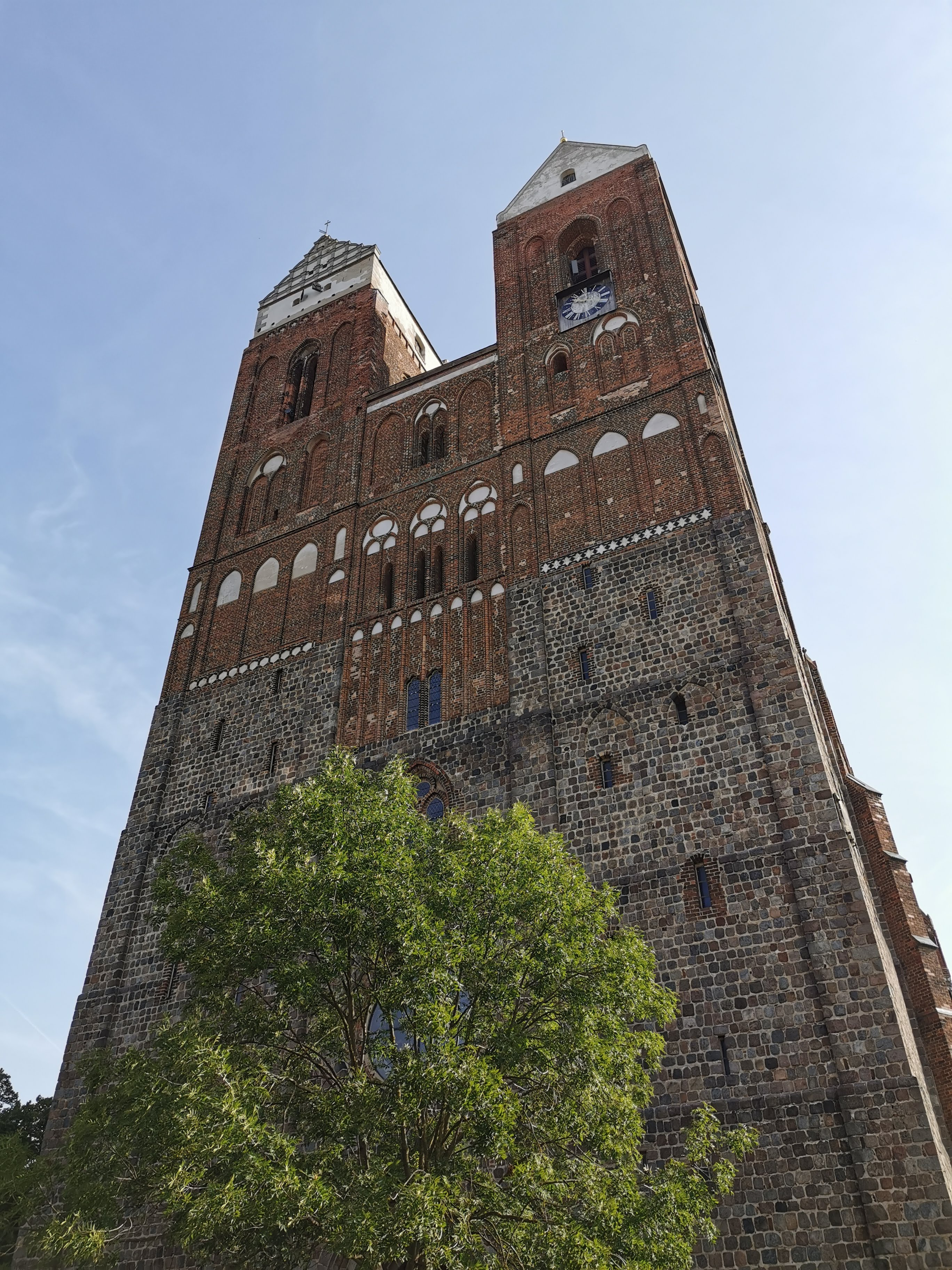
Fasada
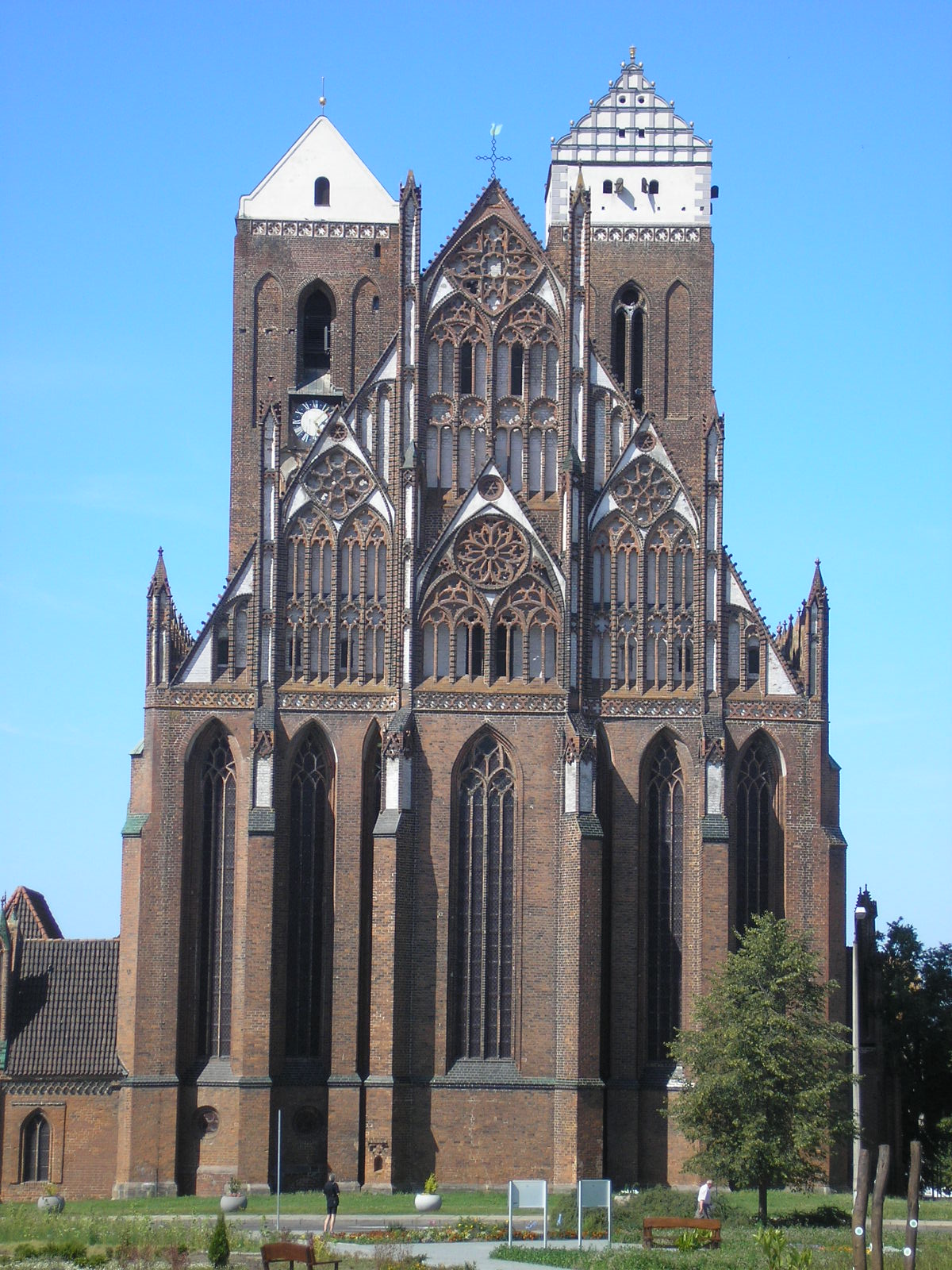
Wschodnia elewacja
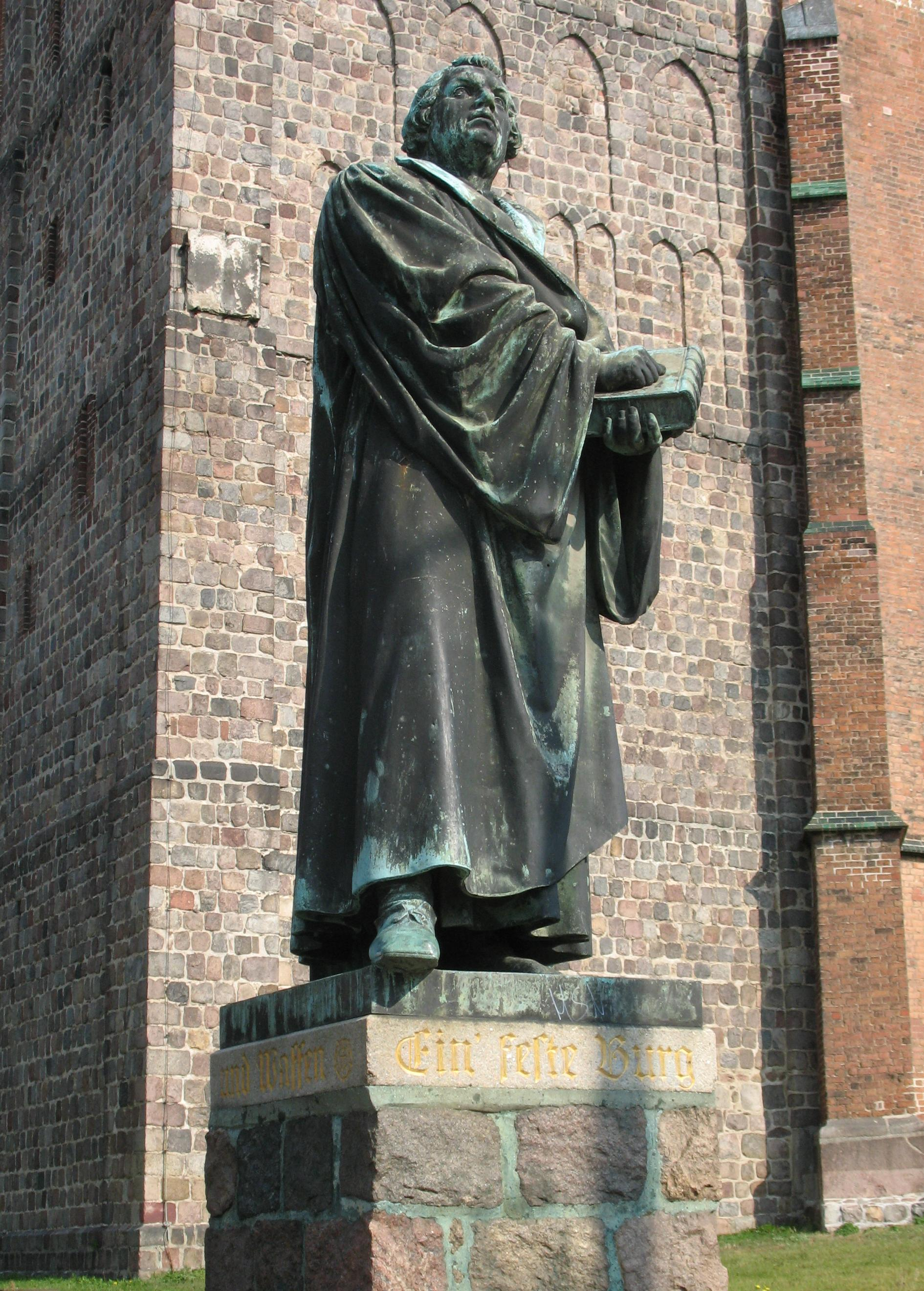
Pomnik Marcina Lutra
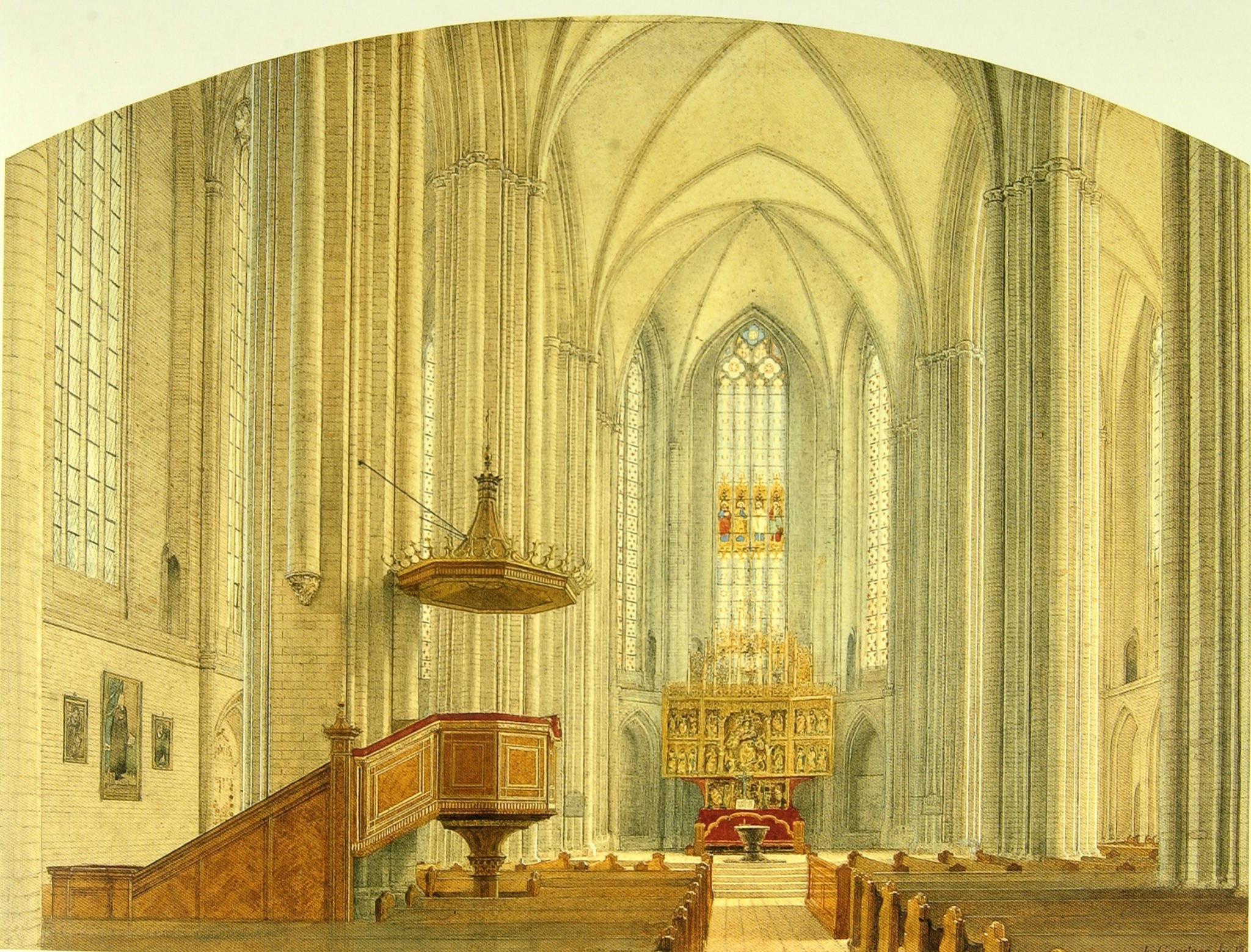
Widok wnętrza w XIX wieku
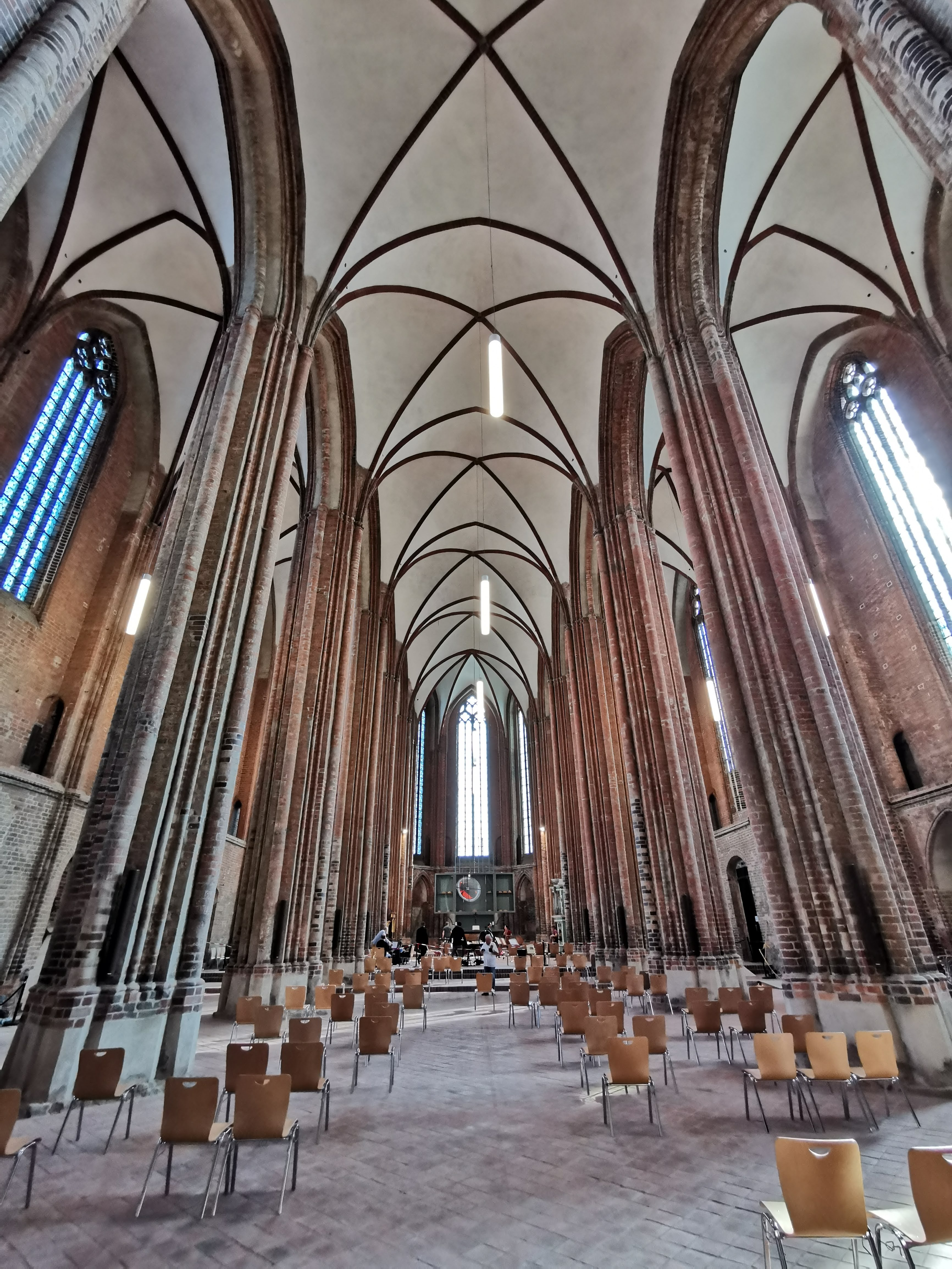
Wnętrze w 2020
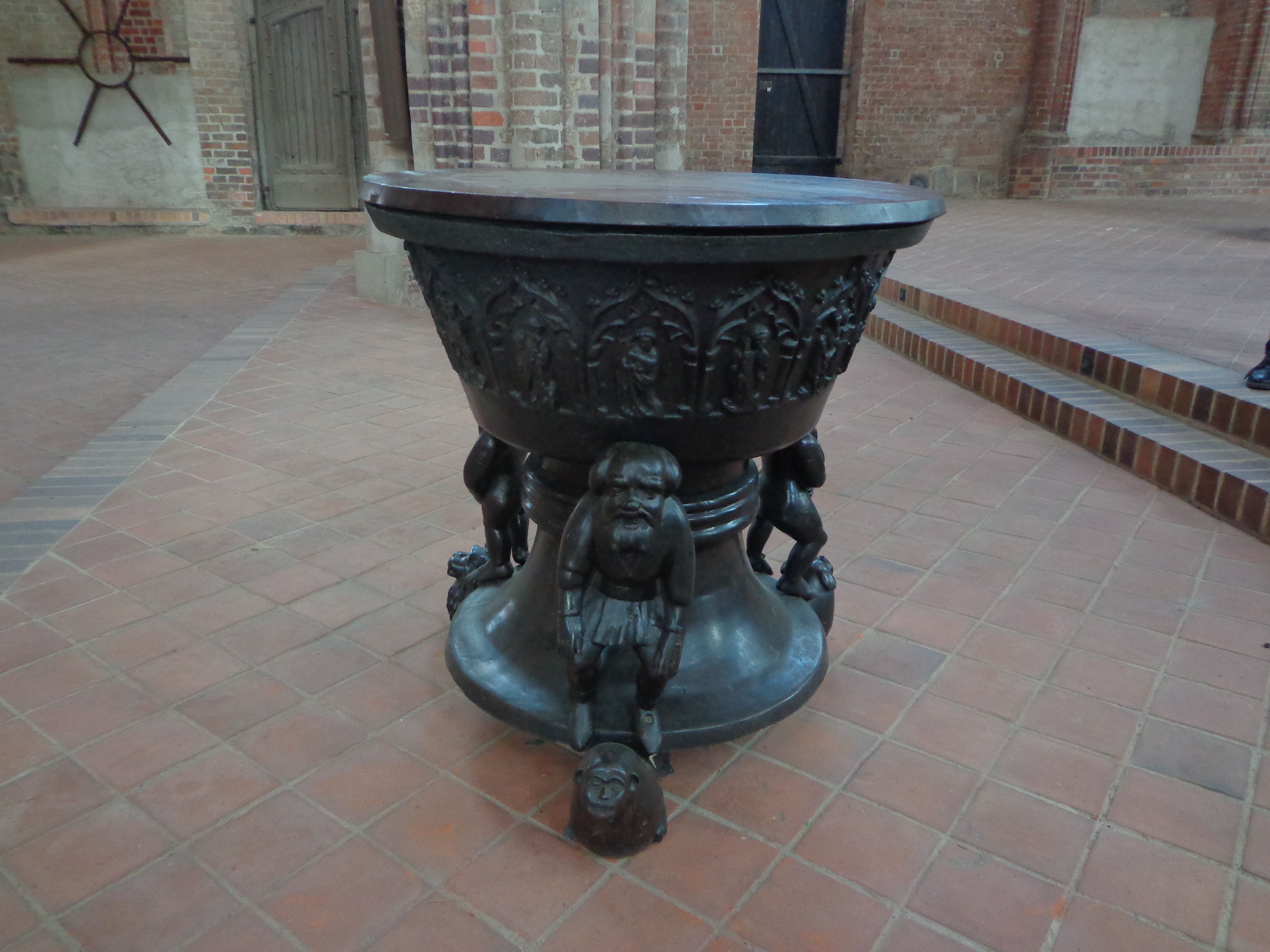
Chrzcielnica
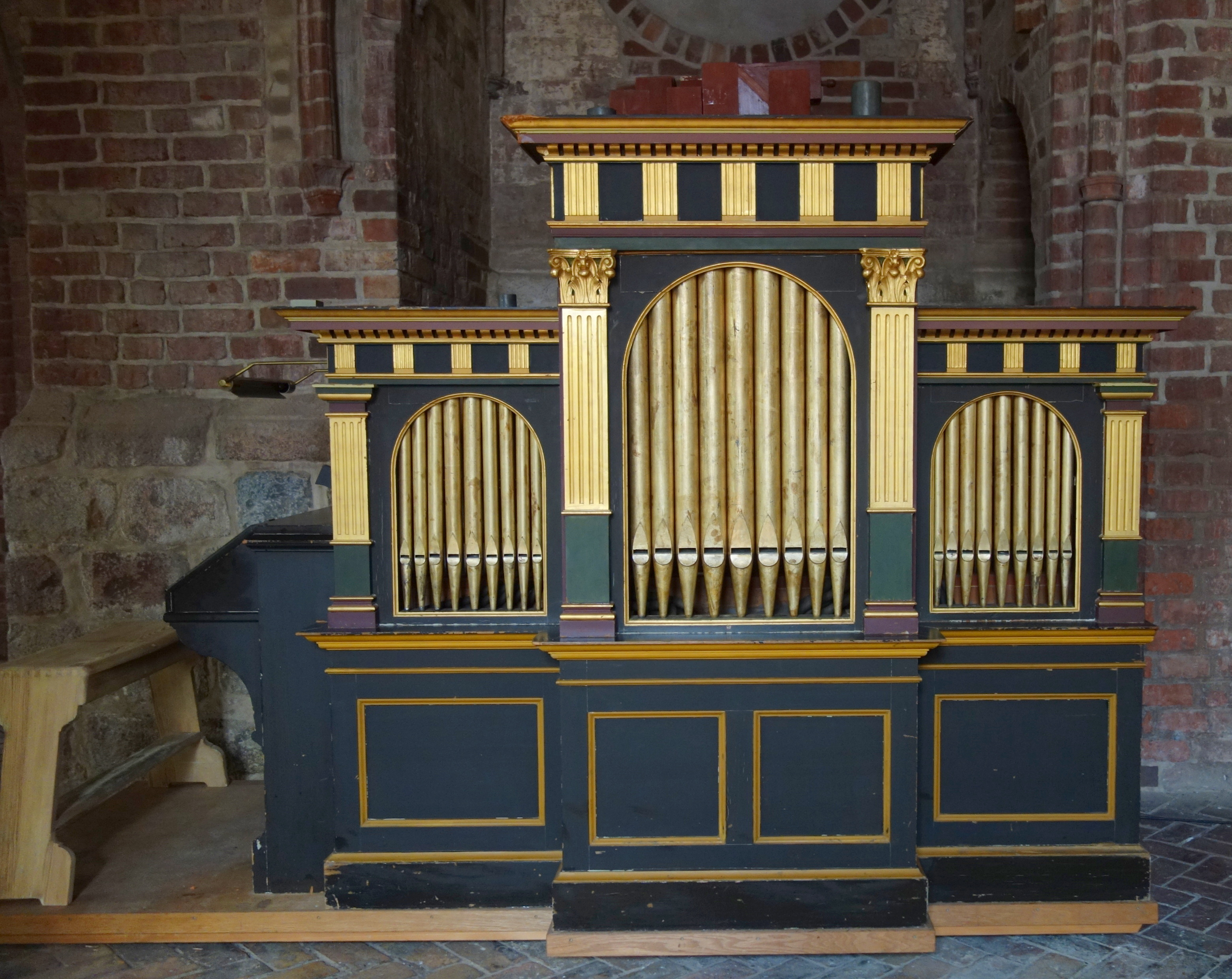
Organy Nielsena